# Omphalina mutila
Omphalina mutila (Fr.) P.D. Orton) – gatunek grzybów należący do rzędu pieczarkowców (Agaricales).

## Morfologia
Kapelusz o barwie od białej do jasnokremowej, pępkowaty. Podstawki 4-zarodnikowe, cystyd brak. Zarodniki 6,5-10 × 4-6 µm
Podobne są niektóre gatunki z rodzaju Clitopilus. Odróżniają się mącznym zapachem i różowym wysypem zarodników.

## Systematyka i nazewnictwo
Pozycja w klasyfikacji według Index Fungorum: Omphalina, Incertae sedis, Agaricales, Agaricomycetidae, Agaricomycetes, Agaricomycotina, Basidiomycota, Fungi.
Po raz pierwszy takson ten opisał w 1821 r. Elias Fries, nadając mu nazwę Agaricus mutilus. Obecną, uznaną przez Index Fungorum nazwę nadał mu w 18960 r. Lpeter Darbishire Orton.
Ma 11 synonimów. Niektóre z nich:
- Clitocybe josserandii (Singer) Singer 1975
- Clitopilus mutilus (Fr.) Singer 1946
- Omphalina josserandii Singer 1951
- Pleurotellus mutilus (Fr.) Konrad & Maubl. 1949[3].

## Występowanie i siedlisko
Podano występowanie Omphalina mutila głównie w Europie i w dwóch rejonach Ameryki Północnej. Brak go w opracowanym w 2003 r. przez W. Wojewodę wykazie wielkowocnikowych grzybów podstawkowych Polski, ale jego stanowiska podała Anna Bujakiewicz w 2004 i 2018 r. Gatunek bardzo rzadki, lub niedostrzegany z powodu niewielkich rozmiarów.
Grzyb naziemny występujący na wilgotnych wrzosowiskach.